# Грб Оландских Острва
Грб Оландских Острва је званични хералдички симбол финске аутономне острвске регије Оландска Острва. Грб потиче из 1650. године.

## Опис грба
Грб се састоји се из плавог штита, крунисаног баронском круном на коме се налази златни јелен.
Острвима, која су била шведска провинција, грб је дарован пре сахране краља Густава I 1650. године. 
Грб првобитно намењен острвима приказивао је два другачија јелена на пољу са девет белих ружа, симболички повезаних са ружама на грбу Финске. Међутим, грб који је на крају дарован био је са европским црвеним јеленом на плавом пољу, што је необично јер фауна острва никада није укључивала ову врсту. 
Канцеларија Шведског државног хералда открила је грешку начињену вековима раније. Грб дат Оландским острвима био је у ствари намењен Еландији, острву познатом по ловиштима јелена. Еландија је добила грб са белим ружама намењен Оланду, иако никакве везе са Финском није имала. Еландији је касније дат одговарајући грб, сличан грбу Оландских острва.